# Thomas Erne

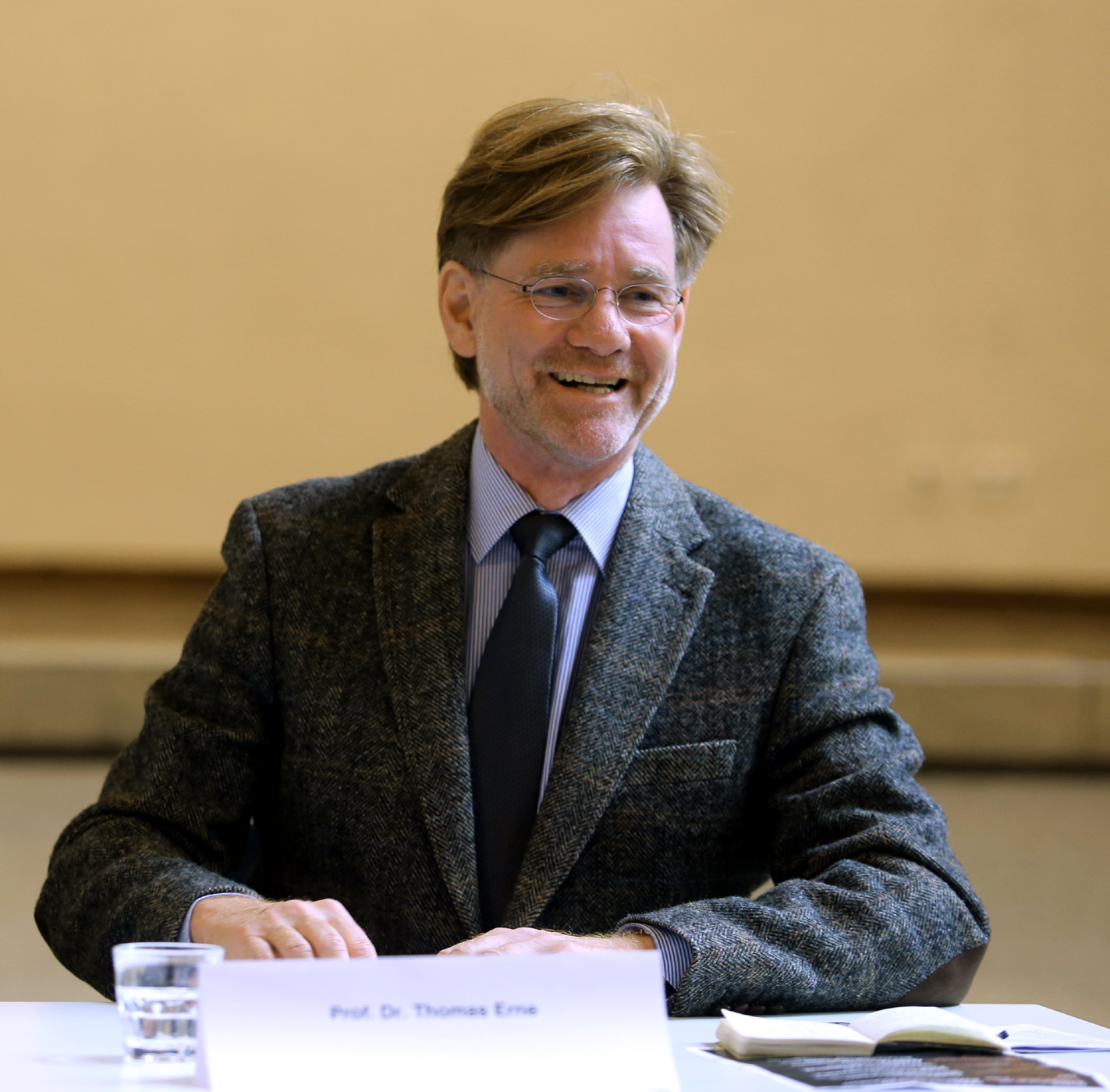
Thomas Erne (Okt. 2014)

Thomas Erne (* 3. März 1956 in Stuttgart) ist Professor für Praktische Theologie und Autor mehrerer religiöser Kinder- und Jugendbücher.

## Werdegang
Der Pfarrerssohn studierte Theologie an der Universität Tübingen und Schulmusik an der Hochschule für Musik und Darstellende Kunst Stuttgart. Seine Doktorarbeit aus 1993 ging über das Thema „Lebenskunst. Aneignung ästhetischer Erfahrung. Ein theologischer Beitrag zur Ästhetik im Anschluss an Kierkegaard“. Zwischen 1990 und 2005 war er Gemeindepfarrer in Köngen, ab 2002 zugleich Privatdozent für Praktische Theologie an der Tübinger Universität. Er habilitierte sich 2002 mit einer Arbeit über „Hans Blumenberg: Rhetorik und Religion. Studien zur praktischen Theologie des Alltags“. An der Kirchlichen Hochschule Bethel hatte er zwei Jahre die Vertretung des Lehrstuhls für Praktische Theologie inne.
Seit Oktober 2007 ist er Professor an der Universität Marburg und Direktor des Instituts für Kirchenbau und kirchliche Kunst der Gegenwart, einer Forschungseinrichtung der Evangelischen Kirche Deutschlands.
Erne ist verheiratet mit einer bildenden Künstlerin, hat drei erwachsene Kinder und lebt in Marburg.

## Schriften (Auswahl)
- Lebenskunst. Aneignung ästhetischer Erfahrung. Kampen/Nl 1994
- Rhetorik und Religion. Studien zur praktischen Theologie des Alltags. Gütersloh 2002
- Grundwissen Christentum: Kirchenbau. Göttingen 2012
- Hybride Räume der Transzendenz. Wozu wir heute noch Kirchen brauchen. Leipzig 2017
- Transzendenz im Plural. Kirche, Kunst und Medien, Leipzig 2025

Religiöse Bücher für Kinder und Jugendliche
- Warum läßt er das zu? Was Gott mit deinem Alltag zu tun hat. Stuttgart 2006
- Wo geht’s hier zum Leben? Was Gott mit deinem Alltag zu tun hat. Stuttgart 2005 (mit Sabine Jocher).
- Mein erstes Buch von Jesus. Freiburg 2002.
- Seht den hellen Stern. Wien/Freiburg 1997